# (34088) Satokosuka
(34088) Satokosuka est un astéroïde de la ceinture principale.

## Description
(34088) Satokosuka est un astéroïde de la ceinture principale. Il fut découvert le 6 août 2000 au Bisei Spaceguard Center par le programme BATTeRS. Il présente une orbite caractérisée par un demi-grand axe de 2,23 UA, une excentricité de 0,08 et une inclinaison de 1,3° par rapport à l'écliptique.

## Compléments